# أنوية مرخصة

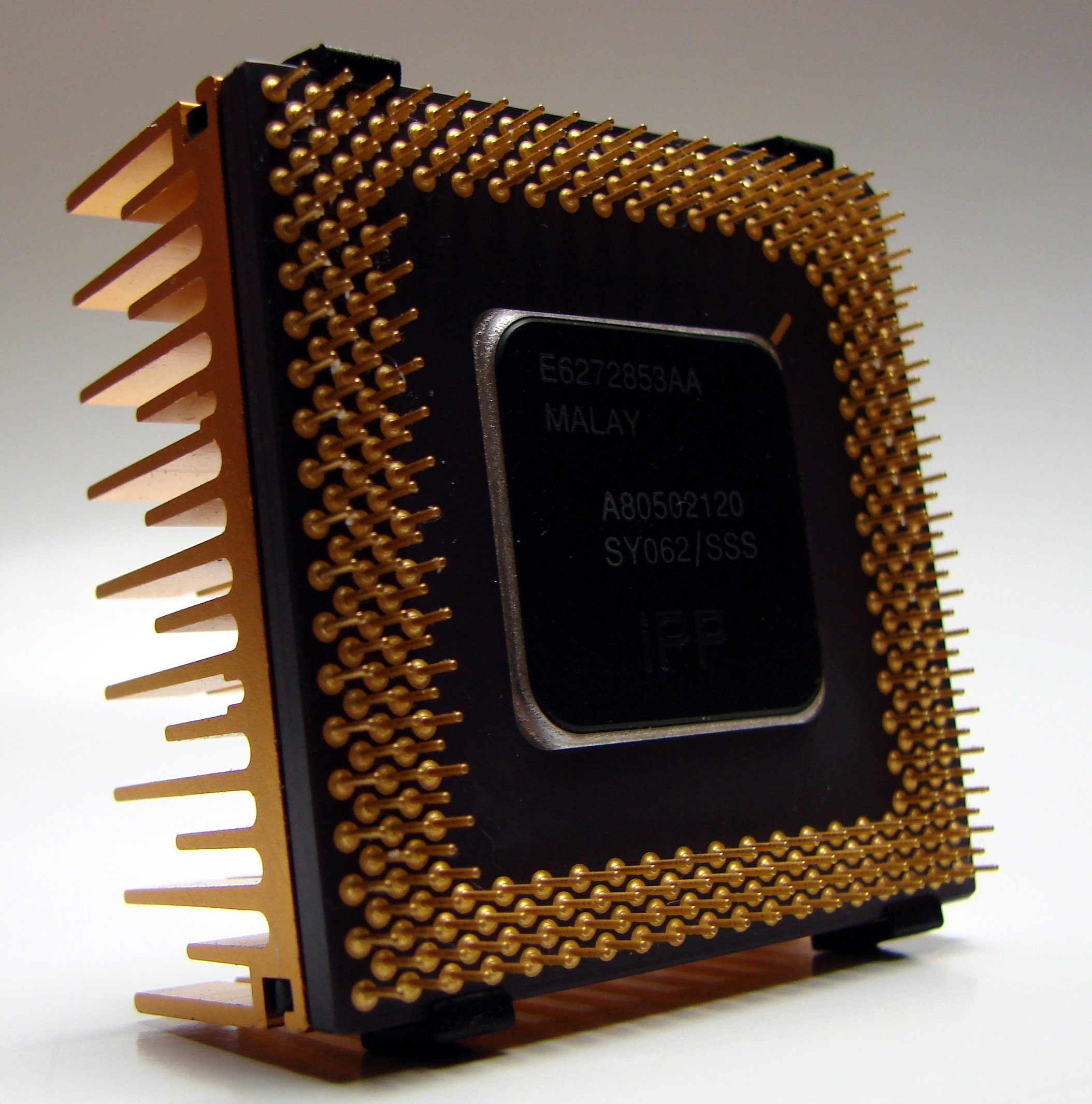
معالج إنتل بنتيوم(المؤخر)

في التصميم الإلكتروني، تعتبر الأنوية المرخصة (أو الأنوية خاصة الملكية) وحدة قابلة لإعادة الاستخدام من تصميم مادي أو منطقي لدائرة متكاملة يعد ملكية فكرية لطرف معين. يمكن ترخيص النواة لطرف بينما يكون امتلاكها واستخدامها من قبل طرف آخر. المصطلح يأتي من ترخيص براءة الاختراع أو حقوق التأليف والنشر لمصدر الكود في التصميم. يمكن لمصممي الرقائق المتخصصة (ASIC) وأنظمة المصفوفات القابلة للبرمجة (FPGA) استخدام أنوية كوحدات بناء للتصميم.

## تاريخ
أصبح ترخيص واستخدام الأنوية خاصة الملكية في تصميم الرقائق شائعًا في التسعينيات. حيث كان هناك العديد من المرخصين وكذلك العديد من المسابك المتنافسة في السوق. في عام 2013 ، كانت أكثر الأنوية المرخصة على نطاق واسع من شركة آرم (حصة سوقية 43.2٪) ، تبعتها شركة سينوبسيس (حصة سوقية 13.9٪) ، ثم إيماجينيشن للتقنيات (9٪ من حصة السوق) و شركة كيدانس (حصة سوقية 5.1٪). 

## أنواع الأنوية المرخصة
استخدام نواة في تصميم الرقائق يشابه استخدام مكتبة لبرمجة الكمبيوتر أو مكون دائرة متكاملة منفصل لتصميم لوحة الدوائر المطبوعة . كل منها عبارة عن مكون قابل لإعادة الاستخدام للتصميم بواجهة محددة وسلوك تم التحقق منه بواسطة صانعه ومن ثم يمكن دمجه في تصميم أكبر.

### الأنوية الناعمة (أو المبرمجة)
يتم تقديم الأنوية عمومًا على أنها طبقة تبادل المسجلات قابلة للإنشاء في لغات توصيف العتاد مثل فيريلوج أو في إتش دي إل يتم تسليم الأنوية لمصممي الرقائق حيث تسمح لهم بتعديل التصميمات على المستوى الوظيفي، على الرغم من أن العديد من صانعي الأنوية لا يقدمون أي ضمان أو دعم للتصميمات المعدلة. 
يتم أيضًا تقديم الأنوية أحيانًا كقوائم شبكية منطقية. يمكن تجميع الأنوية التي يتم تنفيذها كبوابات عامة لأي تقنية تصنيع. تعد القائمة الشبكية على مستوى البوابة مشابهة لقائمة كود التجميع في مجال برمجة الكمبيوتر. تتوفر ميزة خاصة بالقائمة الشبكية وهي أنها تعتبر محمية بشكل معقول ضد الهندسة العكسية. أنظر أيضا: حماية تصميم تخطيط الدوائر المتكاملة .
يُطلق على كل من الأنوية الشبكية والقابلة للإنشاء اسم الأنوية الناعمة نظرًا لأن كلاهما يسمح بإنشاء وتركيب وتوصيل التصاميم.

### الأنوية الصلبة (أو العتادية)
الأنوية الصلبة هي تناظرية أو رقمية لا يمكن لمصممي الرقائق تعديل وظيفتها كثيرًا. يتم تعريفها عمومًا على أنها وصف مادي منخفض المستوى خاص بتقنية تصنيع معينة. توفر الأنوية الصلبة عادةً تنبؤ أفضل لأداء توقيت الرقاقة ومساحة لتقنيتها الخاصة. 
يتم توزيع منطق الإشارات التناظرية والمختلطة عمومًا على شكل نوى صلبة. وبالتالي، يتم توفير أنوية تناظرية ( SerDes و PLLs وDAC وADC وPHYs، وما إلى ذلك) لصانعي الرقائق في نمط تنسيق المقاحل (مثل GDSII ). يتم تقديم الأنوية الرقمية أحيانًا بتنسيق أيضًا.
هذه النسق المختلفة يجب أن تتبع قواعد التصنيع الخاصة بالمسابك ولذلك هي صعبة التعديل وصعبة النقل لتقنية تصنيع مختلفة أو مسبك آخر